# Generalitat Valenciana
La Generalitat Valenciana és el conjunt d'institucions d'autogovern del País Valencià. En formen part les Corts Valencianes, el President i el Consell.

## Ubicació
Té la seu oficial al Palau de la Generalitat de la ciutat de València, on està la presidència, però les seues institucions es poden reunir en qualsevol lloc del territori valencià.
Les Corts Valencianes tenen la seu al Palau de Benicarló o dels Borja, també a la ciutat de València.

## Història

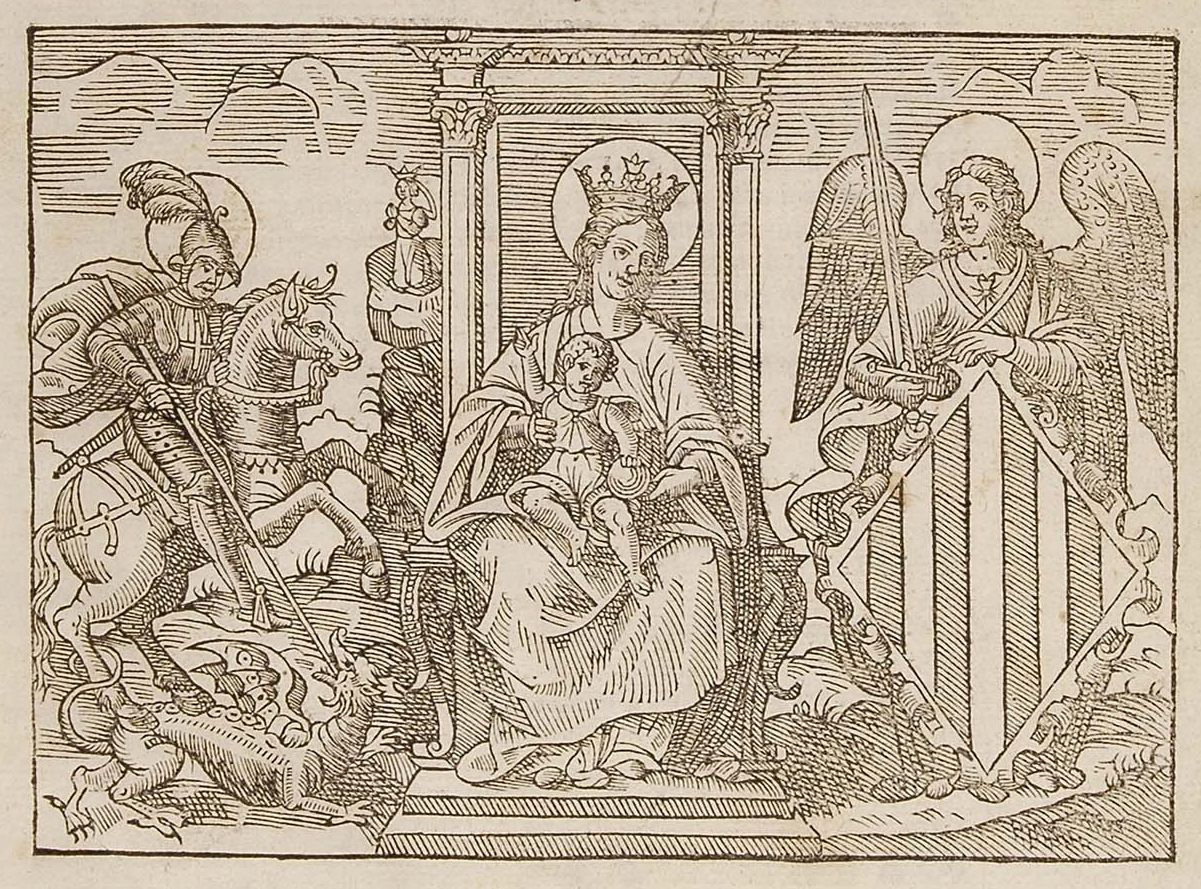
Gravat siscentista amb els símbols dels tres estaments (militar, eclesiàstic i reial) de Regne de València, segell de la Generalitat foral

Al Regne de València, l'antecedent de la Generalitat van ser les comissions nomenades per les Corts del Regne dels anys 1329 i 1342-1343 per recaptar el donatiu, un impost extraordinari aprovat en les mateixes. Complerta la missió, aquestes comissions es dissolien.
En les Corts de 1362-1362 es va aprovar l'impost de les generalitats la denominació del qual prové de la imposició del mateix a tothom i a tot el territori valencià. Per a l'administració del nou impost, substitut del donatiu, les Corts designaren una comissió encarregada. Per això alguns historiadors situen en aquesta data, 1362-1364, el naixement de la Diputació del General encara que la seva estructura administrativa no quedarà fixada fins 1404. Finalment seria a les Corts de l'any 1418 quan es creara la Generalitat com a òrgan permanent, amb una duració dels càrrecs per tres anys, i una funció purament de recaptació fiscal.
Les corts del 1510 reorganitzaren la designació dels càrrecs de la Generalitat, en un sentit més automàtic i menys electiu. Esta reorganització suposà l'afebliment de la institució a causa del contrapoder que formaven els diferents estaments: noblesa; les classes urbanes que governaven les ciutats; i el clergat. Esta divisió de la representativitat del Regne de València, al contrari del que ocorria al Regne d'Aragó o al Principat de Catalunya, va propiciar el declivi del regne, ja que no tenia una veu unitària davant de la Corona. En no disposar d'una veu forta, cada demanda econòmica era atesa pel regne, al contrari del que ocorria als altres territoris, on no eren estranys els alçaments en armes contra els reis. A més a més, la mateixa divisió del poder entre Generalitat, noblesa, patriciat urbà i església, propicià que les tres darreres s'institucionalitzaren aïlladament per poder prestar servicis, construir infraestructures defensives, etc., consolidant-se als seus respectius territoris dins del Regne de València i competint, per tant, amb la Generalitat.

Organigrama de la Generalitat en el segle XV

La Generalitat estava integrada per 6 diputats, 2 per cadascun dels braços, que assumien el poder executiu i la representació de la institució. Eren auxiliats per 6 jutges comptadors responsables de la inspecció dels comptes, per 3 clavaris que gestionaven la tresoreria, per 3 administradors que resolien judicialment elscontenciosos i per una sèrie d'oficials subalterns (escrivans, agutzils, subdelegats...)
Arribats a esta situació, la Diputació del General, ja només recaptava imposts que cedia a estes institucions nascudes dels estaments; per tant, no podia representar el Regne de València, que quedava escapçat i poc s'hi lamentà la seua extinció total l'any 1709, a conseqüència de la Guerra de Successió i consegüent derogació dels Furs mitjançant els Decrets de Nova Planta.
La Generalitat actual es va instaurar el 1982, després d'aprovar-se el corresponent Estatut d'Autonomia, i prengué el nom de l'antiga institució foral, però de creació totalment moderna i diferent de l'homònim medieval, anàloga a la creació d'altres governs autonòmics i hereva del Consell Preautonòmic del País Valencià.
El 2006, amb la reforma de l'Estatut d'Autonomia de la Comunitat Valenciana, s'elimina el gentilici del nom oficial de la institució conforme a la utilització popular dins del territori valencià d'esta com a Generalitat. No obstant això, tant al logotip oficial com en les mencions externes dels mitjans de comunicació se la continua coneixent com a Generalitat Valenciana per a poder distingir-la de la Generalitat de Catalunya.

## Institucions de la Generalitat

### Poder executiu
El Consell representa el poder executiu. Està format per un President, que és el President de la Generalitat Valenciana, un o diversos Vicepresidents, si escau, i els Consellers.

### Poder Legislatiu
Les Corts Valencianes són l'òrgan legislatiu de la Generalitat Valenciana. Representen el poble valencià i exerceixen la potestat legislativa, aproven els pressupostos de la Generalitat i controlen i impulsen l'acció política i de Govern. Estan formades per 99 diputats elegits per un termini de quatre anys mitjançant sufragi universal, lliure, igual, directe i secret.

### Altres institucions
- El Síndic de Greuges
- La Sindicatura de Comptes
- El Consell Jurídic Consultiu
- El Comité Econòmic i Social de la Comunitat Valenciana
- El Consell Valencià de Cultura
- L'Acadèmia Valenciana de la Llengua